# Фардель
Фардель (фр. Fardelle, полное имя неизвестно) — французский ватерполист, бронзовый призёр летних Олимпийских игр 1900.
На Играх Фардель входил в состав второй французской команды. Сначала она обыграла немецкую команду в четвертьфинале, но потом, в полуфинале, её обыграла британская сборная. Матч за третье место не проходил, и поэтому Фардель сразу получил бронзовую медаль.